# João Batista Cavati
João Batista Cavati, CM (Todos os Santos, 5 de maio de 1892 — Caratinga, 30 de junho de 1987) foi um bispo católico brasileiro. Foi bispo da Diocese de Caratinga, em Minas Gerais.

## Vida
Nascido em Todos os Santos, Espírito Santo, a 5/5/1892, ordenado presbítero a 20/3/1920, ordenado bispo a 30/10/1938, dirigiu a Diocese de Caratinga de 13/11/1938 a 30/10/1956, quando o Santo Padre aceitou seu pedido de renúncia por motivo de doença. Foi o Bispo das Vocações Sacerdotais e das Escolas Católicas. Faleceu na sede da Diocese, com 95 anos de idade, na época o mais velho do Brasil, a 30/6/1987.